# Cha-Lee Yoon
Cha-Lee Yoon (* 17. März 1985 in Osnabrück) ist ein koreanisch-deutscher Schauspieler des Martial-Arts-Films, Actionchoreograph und Stuntman.

## Leben
Geboren wurde er als Sohn von Kwang-Joong Yoon und Nam-Soon Kim. Sein Geburtsname ist Jung-Hyun Yoon. Die Einführung in den Kampfsport begann bei Yoon im Alter von 3 Jahren. Sein Vater war der Trainer und Leiter einer Taekwondoschule in Osnabrück und Bremen. Verstärkt wurde das Interesse am Kampfsport durch Filme von Bruce Lee, Jackie Chan und Donnie Yen. Daraufhin merkte er mit den Jahren, dass er sich verschiedene Kampfsportarten aneignen musste, um eines Tages selbst in den Filmen tätig zu sein. Auf seiner Taekwondobasis erlernte er Hap Ki Do, Boxen, Kickboxen, Wing Tsun und Tricking.
Nach seinem Abitur im Jahr 2006 in Bremen zog es ihn nach Berlin, um seine Filmkarriere zu starten. 2011 gründete er mit Phong Giang, Can Aydin, Tanay Genco Ulgen „Reel Deal Action Design“. Seither nahm er als Stuntman an Hollywood-Blockbustern teil, wie beispielsweise Skyfall und Cloud Atlas. Er übernahm eine Rolle in Attrition – Gnadenlose Jagd (2018).